# 杜殿武
杜殿武（1928年—2013年1月6日），男，河北滦南人，中华人民共和国政治人物，曾任黑龙江省公安厅厅长、党组书记，黑龙江省人大常委会副主任。